# جمية خبازية الأوراق
الجُمِية الخبازية الأوراق (باللاتينية: Phacelia malvifolia) نوع نباتي ينتمي إلى جنس الجمية من الفصيلة الحمحمية.
موطنها ولاية كاليفورنيا الأمريكية.